# 维多利亚帝王花
维多利亚帝王花（學名：Telopea oreades），通常称作 Gippsland帝王花，山地帝王花等。这是一个大型山龙眼科灌木。维多利亚帝王花原产自东南澳大利亚，可在高有机和酸性土质的硬叶林或者雨林找到。 虽然北部孤立种群与Braidwood waratah (T. mongaensis) 混杂种植， 但是没有子种被分别出。 维多利亚帝王花与单个树干和直立的习惯，依旧能找到19米（62英尺）长。它有深绿色的带有突出叶脉的树叶， 有11-18厘米（4.3-11英寸）长，1.5-6厘米（0.6-2.4英寸）宽。红色花朵头， 常称作花序， 出现在深春。 每一个都会最多有60个独立的花组成。
在花园里，维多利亚帝王花长在土壤排水良好和足够的水分，半遮光或者阳光的地方。 几个商业上可用的 栽培品种 ，都是与紅火球帝王花（ T. speciosissima） 杂交形式，已经开发了诸如“Shady Lady”系列。 硬木木材已经用于制造家具和工具。